# Artemisia gorgonum
Artemisia gorgonum là một loài thực vật có hoa trong họ Cúc. Loài này được Webb mô tả khoa học đầu tiên năm 1849.